# Villa Caro
Villa Caro – miasto w Kolumbii, w departamencie Norte de Santander.